# Etroplus maculatus
Etroplus maculatus là một loài cá đặc hữu sống trong môi trường nước ngọt, nước lợ, đầm phá và cửa sông ở miền nam Ấn Độ và Sri Lanka. Đây là loài cá thường được ưa chuộng nuôi trong các bể cá. Loài này thuộc họ Cichlidae và thuộc phân họ Etroplinae.

## Thức ăn

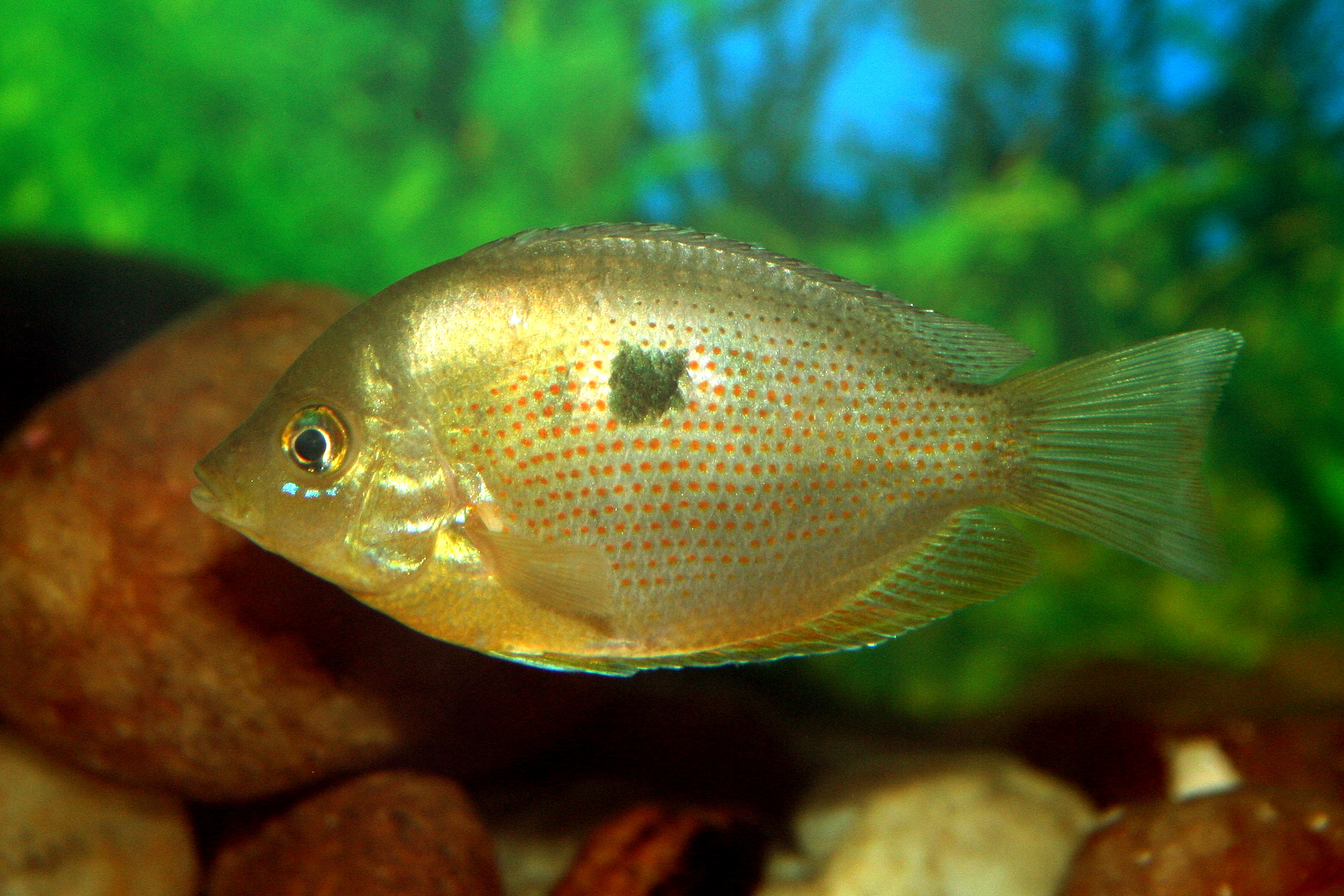
Mẫu ở Bharathapuzha.

Loài này ăn phiêu sinh và tảo.